# 永安镇 (习水县)
永安镇，是中华人民共和国贵州省遵义市习水县下辖的一个乡镇级行政单位。

## 行政区划
永安镇下辖以下地区：
永安街道社区、小岗村、白鹿村、大坪村、天桥村、楠木村、团结村、永和村和润南村。